# 阮文彬

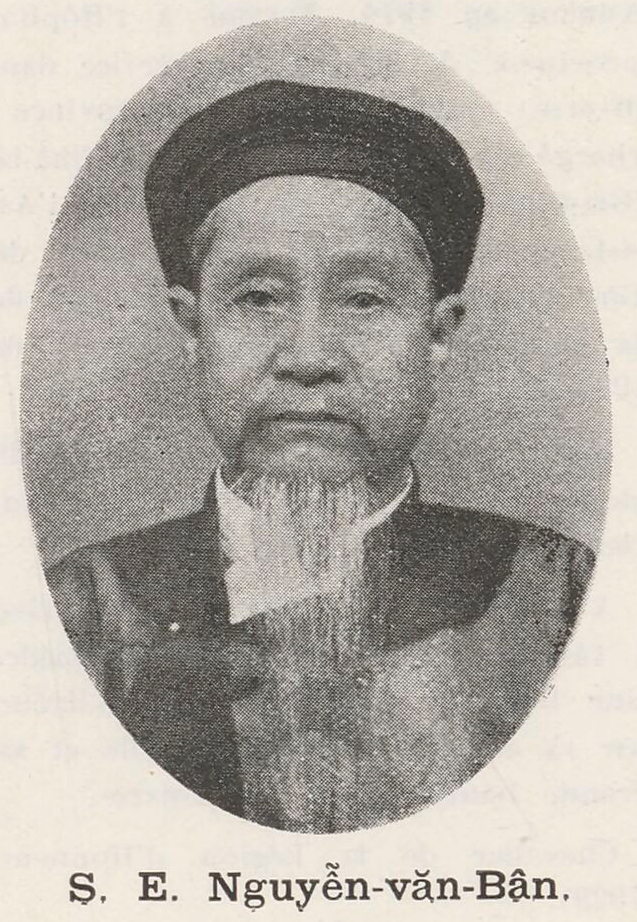
阮文彬肖像

阮文彬（越南语：／；1868年—？年），越南阮朝官員。

## 生平
阮文彬是山西省國威府石室縣石舍總有憑社（今屬河內市石室縣有憑社）人，嗣德二十一年（1868年）出生。成泰九年（1897年），阮文彬參加河南場鄉試，考中舉人。成泰十三年（1901年），阮文彬會試中格，庭試考中進士。歷任福安、河南、太平、山西督學，後調任北圻上審院。保大初，任北圻上審院總督，後升協佐大學士致事。